# Coleosporiaceae
Coleosporiaceae es una familia de hongos roya en el orden Pucciniales. La familia contiene 6 géneros y 131 especies.